# Widdrington Village
Widdrington Village – wieś i civil parish w Anglii, w hrabstwie Northumberland. W 2011 civil parish liczyła 167 mieszkańców.